# Melanolophia imitata
Melanolophia imitata är en fjärilsart som beskrevs av Walker 1860. Melanolophia imitata ingår i släktet Melanolophia och familjen mätare. Inga underarter finns listade i Catalogue of Life.

## Bildgalleri

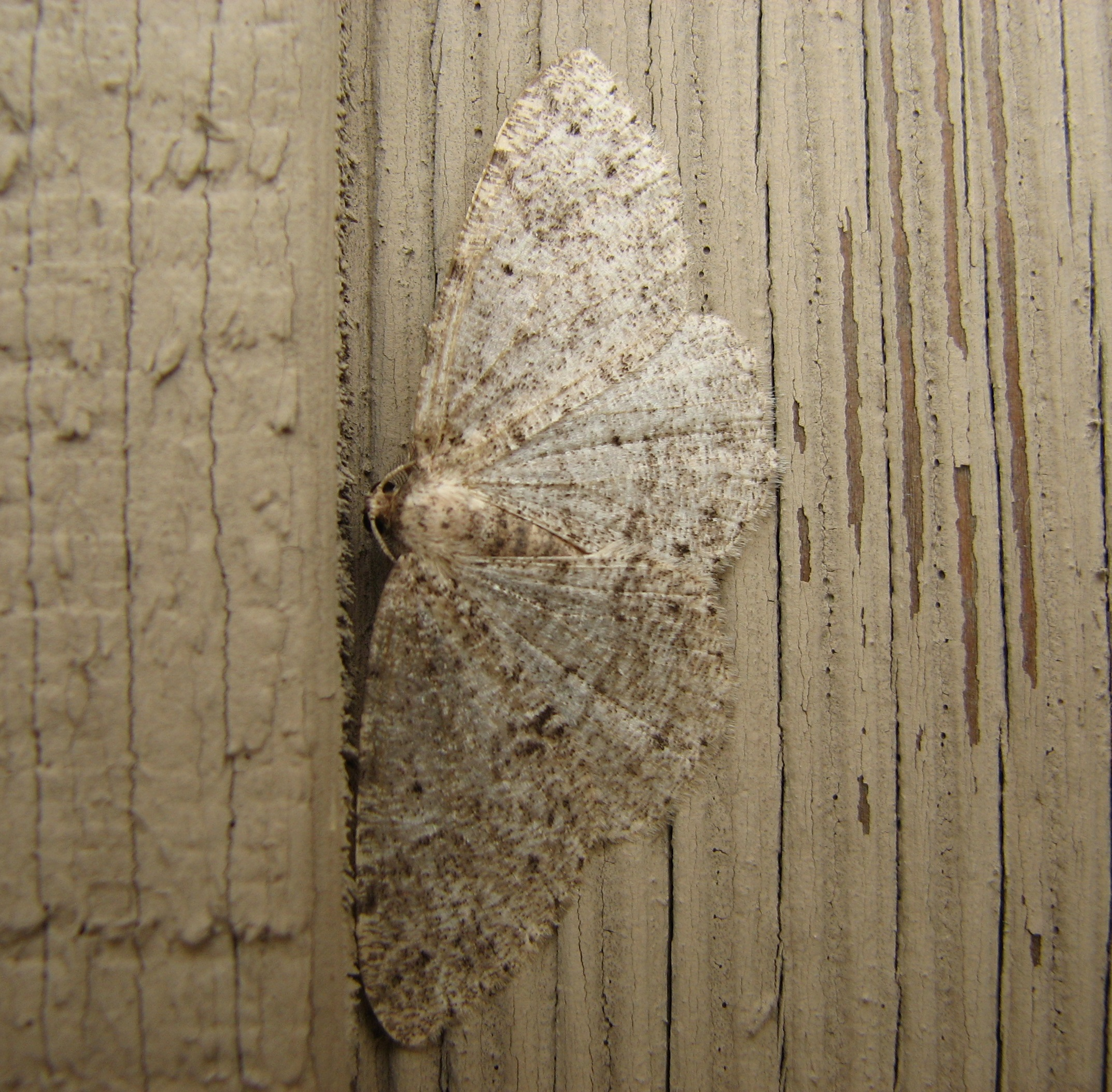